# Färöischer Fußballpokal der Frauen 1997
Der Färöische Fußballpokal der Frauen 1997 fand zwischen dem 12. April und 2. August 1997 statt und wurde zum achten Mal ausgespielt. Im Endspiel, welches im Gundadalur-Stadion in Tórshavn auf Kunstrasen ausgetragen wurde, siegte B36 Tórshavn mit 5:1 gegen KÍ Klaksvík.
B36 Tórshavn und KÍ Klaksvík belegten in der Meisterschaft die Plätze drei und eins. Titelverteidiger HB Tórshavn schied hingegen in der Gruppenphase aus. Mit NSÍ Runavík erreichte ein Zweitligist das Halbfinale.
Für B36 Tórshavn war es der fünfte Sieg bei der fünften Finalteilnahme, für KÍ Klaksvík die zweite Niederlage bei der zweiten Finalteilnahme.

## Teilnehmer
Teilnahmeberechtigt waren folgende 14 A-Mannschaften der ersten und zweiten Liga:
| 1. Deild                                                                              | 2. Deild                                                       |
| B36 Tórshavn B68 Toftir EB Eiði HB Tórshavn KÍ Klaksvík LÍF Leirvík SÍ Sumba Skála ÍF | AB Argir FS Vágar GÍ Gøta ÍF Fuglafjørður NSÍ Runavík VB Vágur |

## Modus
Die fünf besten Mannschaften der 1. Deild 1996 waren für die Gruppenphase gesetzt. Die verbliebenen Teams spielten in zwei Runden die restlichen drei Teilnehmer aus. In der Gruppenphase spielte jede Mannschaft zwei Mal gegen jede andere, wobei sich die Erst- und Zweitplatzierten jeder Gruppe für die nächste Runde qualifizierten. Anschließend wurde im  K.-o.-System weitergespielt.

## Qualifikationsrunde
Die Partien der Qualifikationsrunde fanden am 12. und 13. April statt.
|             | Ergebnis     |                 |
| ----------- | ------------ | --------------- |
| NSÍ Runavík | 13:1 (2:1) 1 | VB Vágur        |
| AB Argir    | 2w/o 2       | ÍF Fuglafjørður |
| FS Vágar    | 5:3 (-:-)    | GÍ Gøta         |

## 1. Runde
Die Partien der 1. Runde fanden am 20. April statt.
|             | Ergebnis    |            |
| ----------- | ----------- | ---------- |
| AB Argir    | 0:15 (0:11) | B68 Toftir |
| FS Vágar    | 2:3 (2:1)   | EB Eiði    |
| NSÍ Runavík | 1:0 (0:0)   | SÍ Sumba   |

## Gruppenphase
Die Partien der Gruppenphase fanden zwischen dem 25. April und 22. Mai statt.

### Gruppe 1
| Pl. | Verein      | Sp. | S | U | N | Tore    | Diff. | Punkte |
| --- | ----------- | --- | - | - | - | ------- | ----- | ------ |
| 1.  | NSÍ Runavík | 6   | 4 | 2 | 0 | 020:100 | +10   | 14     |
| 2.  | KÍ Klaksvík | 6   | 2 | 2 | 2 | 028:200 | +8    | 08     |
| 3.  | Skála ÍF    | 6   | 2 | 2 | 2 | 010:150 | −5    | 08     |
| 4.  | B68 Toftir  | 6   | 0 | 2 | 4 | 005:180 | −13   | 02     |

| 25. April 1997 |            |             |
| B68 Toftir     | 1:10 (0:2) | KÍ Klaksvík |
| 27. April 1997 |            |             |
| B68 Toftir     | 1:1 (0:1)  | NSÍ Runavík |
| KÍ Klaksvík    | 3:3 (2:1)  | Skála ÍF    |
| 4. Mai 1997    |            |             |
| NSÍ Runavík    | 5:4 (4:1)  | KÍ Klaksvík |
| Skála ÍF       | 2:0 (1:0)  | B68 Toftir  |
| 8. Mai 1997    |            |             |
| KÍ Klaksvík    | 3:2 (0:2)  | B68 Toftir  |
| Skála ÍF       | 0:1 (0:0)  | NSÍ Runavík |
| 10. Mai 1997   |            |             |
| NSÍ Runavík    | 2:1 (2:1)  | B68 Toftir  |
| 11. Mai 1997   |            |             |
| Skála ÍF       | 5:4 (1:1)  | KÍ Klaksvík |
| 19. Mai 1997   |            |             |
| B68 Toftir     | 0:0        | Skála ÍF    |
| KÍ Klaksvík    | 4:4 (0:3)  | NSÍ Runavík |
| 22. Mai 1997   |            |             |
| NSÍ Runavík    | 7:0 (2:0)  | Skála ÍF    |

### Gruppe 2
| Pl. | Verein       | Sp. | S | U | N | Tore    | Diff. | Punkte |
| --- | ------------ | --- | - | - | - | ------- | ----- | ------ |
| 1.  | LÍF Leirvík  | 6   | 4 | 0 | 2 | 009:110 | −2    | 12     |
| 2.  | B36 Tórshavn | 6   | 3 | 1 | 2 | 018:110 | +7    | 10     |
| 3.  | HB Tórshavn  | 6   | 3 | 1 | 2 | 011:700 | +4    | 10     |
| 4.  | EB Eiði      | 6   | 1 | 0 | 5 | 006:150 | −9    | 03     |

| 25. April 1997 |           |              |
| EB Eiði        | 1:5 (0:4) | B36 Tórshavn |
| HB Tórshavn    | 1:0 (0:0) | LÍF Leirvík  |
| 27. April 1997 |           |              |
| B36 Tórshavn   | 6:1 (5:1) | LÍF Leirvík  |
| EB Eiði        | 1:3 (0:3) | HB Tórshavn  |
| 4. Mai 1997    |           |              |
| HB Tórshavn    | 4:1 (1:0) | B36 Tórshavn |
| LÍF Leirvík    | 2:1 (2:0) | EB Eiði      |
| 8. Mai 1997    |           |              |
| B36 Tórshavn   | 3:1 (3:0) | EB Eiði      |
| LÍF Leirvík    | 2:1 (0:0) | HB Tórshavn  |
| 11. Mai 1997   |           |              |
| HB Tórshavn    | 0:1 (0:1) | EB Eiði      |
| LÍF Leirvík    | 2:1 (1:0) | B36 Tórshavn |
| 19. Mai 1997   |           |              |
| B36 Tórshavn   | 2:2 (0:1) | HB Tórshavn  |
| EB Eiði        | 1:2 (1:1) | LÍF Leirvík  |

## Halbfinale
Die Hinspiele im Halbfinale fanden am 5. Juni statt, die Rückspiele am 24. Juni und 6. Juli.
|             | Gesamt |              | Hinspiel  | Rückspiel    |
| ----------- | ------ | ------------ | --------- | ------------ |
| LÍF Leirvík | 3:6    | KÍ Klaksvík  | 2:4 (1:3) | 11:2 (1:0) 1 |
| NSÍ Runavík | 02:12  | B36 Tórshavn | 2:5 (1:2) | 0:7 (0:2)    |

## Finale
Das Spiel sollte ursprünglich am 23. August ausgetragen werden, wurde jedoch auf den 17. August vorgezogen.
| Paarung        | B36 Tórshavn – KÍ Klaksvík |
| Ergebnis       | 5:1 (4:1) |
| Datum          | 2. August 1997 |
| Stadion        | Gundadalur, Tórshavn |
| Schiedsrichter | Bergur Magnussen (Streymnes) |
| Tore           | 1:0 Judith E. Joensen (8.) 2:0 Arnbjørg Danielsen (13.) 3:0 Judith E. Joensen (20.) 3:1 Maria Jacobsen (28.) 4:1 Rakul N. Joensen (38.) 5:1 Rakul N. Joensen (72.)                                                           |
| B36 Tórshavn   | Katrin Lindberg – Arnbjørg Danielsen, Brynhild Klein (15. Anja Maria Weyhe), Sólgerð Viderø , Maria Vang Justinussen, Sólvá Joensen, Maibritt Joensen, Anja Rein, Judith E. Joensen, Rannvá av Húsabrúgv, Rakul N. Joensen   |
| KÍ Klaksvík    | Vivi Andreasen – Maria Jacobsen, Súsanna Jacobsen, Marjun Kalsø (10. Jensa Sirdal), Elsebeth Jónsson , Malena Josephsen, Rannvá B. Andreasen, Birgit Ryan (50. Una Olsen), Paula Mikkelsen, Bára S. Klakstein, Nanna Joensen |
| Gelbe Karten   | Maibritt Joensen – Nanna Joensen, Bára S. Klakstein |

## Torschützenliste
Bei gleicher Anzahl von Treffern sind die Spielerinnen nach dem Nachnamen alphabetisch geordnet.
| Platz | Spieler             | Verein      | Tore |
| ----- | ------------------- | ----------- | ---- |
| 1     | Rannvá B. Andreasen | KÍ Klaksvík | 23   |
| 2     | Lív Nesá            | B68 Toftir  | 09   |
| 2     | Sonja R. Steinhólm  | NSÍ Runavík | 09   |